# Eudistoma roseum
Eudistoma roseum är en sjöpungsart som beskrevs av Vazquez och Ramos-Espla 1991. Eudistoma roseum ingår i släktet Eudistoma och familjen Polycitoridae. Inga underarter finns listade i Catalogue of Life.